# تاکومی ناگاساوا
تاکومی ناگاساوا (ژاپنی: 長澤 卓己؛ زادهٔ ۲۷ مهٔ ۱۹۹۲) یک بازیکن فوتبال اهل ژاپن است.
از باشگاه‌هایی که در آن بازی کرده‌است می‌توان به باشگاه ورزشی یوکوهاما اشاره کرد.